# Glaucidium castaneum
Glaucidium castaneum là một loài chim trong họ Strigidae.